# Astyanax (mythologie)
Astyanax (Grieks: Αστυάναξ, "koning van de stad") is een figuur uit de Griekse mythologie. Hij is de zoon van de Trojaanse prins Hektor en zijn vrouw Andromache. Hij werd ook Scamander genoemd. Als baby wordt hij tijdens de val van Troje door Achilleus' zoon Neoptolemos van de stadswallen gegooid. Vergilius, in zijn epos Aeneis, legt Neoptolemos de volgende woorden in de mond: "Omdat mijn vader zijn vader vermoordde, zou hij diens dood kunnen wreken. Hij kan ook koning worden van Troje, en wij willen geen koning meer van Troje".
(Ilias VI, 403, 466; Aeneis II, 457).
- Bibliothèque nationale de France: cb150826986 (data)
- Gemeinsame Normdatei: 1056882662
- Réseau des bibliothèques de Suisse occidentale: 02-A027219323
- Système universitaire de documentation: 238342891
- Virtual International Authority File: 309791884